# 체슬러 커스버트
체슬러 제슬리 커스버트(영어: Cheslor Jesly Cuthbert, 1992년 11월 16일 ~ )는 니카라과 출신의 야구 선수이다.

## 경력
2009년 7월 3일에 아마추어 FA로 캔자스시티 로열스와 계약한다.
2010년 6월 21일에는 루키 리그에서 프로데뷔를 한다.
2011년에는 싱글A인 케인 카운티 쿠거스에서 경기에 나선다.
2012년에는 싱글A+인 윌밍턴 블루 락스에서 124경기에 출장하여, 7개의 홈런, 59개의 타점, 6개의 도루, .240의 타율을 기록한다. 오프 시즌에는 제 3회 WBC의 니카라과 대표로 선출된다.
2013년에는 전년과 같은 리그인 싱글A+에서 개막을 맞이하며, 6월에는 더블A인 노스웨스트 아칸사스 내추럴스로 승격된다. 더블A에서는 64경기에 출장하여, 6개의 홈런, 28개의 타점, 5개의 도루, .215의 타율을 기록한다. 11월 20일에는 40인 로스에 진입한다.
2014년 2월 21일에 캔자스시티 로열스와 1년 계약에 합의한다. 3월 10일에는 더블A로 이동한다.

## 참조
1. ↑  Ben Badler (2009년 7월 3일). “Royals Sign Cheslor Cuthbert”. 《Baseball America》. 2014년 1월 27일에 확인함.
2. ↑  “ROSTER”. 2015년 3월 16일에 원본 문서에서 보존된 문서. 2015년 3월 7일에 확인함.
3. ↑  “Royals set 40-man roster ahead of tonight's deadline”. 《MLB.com Royals Press Release》. 2013년 11월 20일. 2014년 1월 27일에 확인함.[깨진 링크(과거 내용 찾기)]
4. ↑  “Royals agree to terms with seven players on one-year contracts for 2014”. 《MLB.com Royals Press Release》. 2014년 2월 21일. 2014년 2월 25일에 원본 문서에서 보존된 문서. 2014년 2월 22일에 확인함.
5. ↑  “Royals announce 14 roster moves Monday”. 《MLB.com Royals Press Release》. 2014년 3월 10일. 2014년 3월 13일에 원본 문서에서 보존된 문서. 2014년 3월 11일에 확인함.